# The Grandmothers
The Grandmothers (někdy také The Grande Mothers Re:Invented) je americká rocková skupina, hrající hudbu Franka Zappy, se kterým v 60. letech 20. století členové skupiny také hráli. V roce 2003 skupina vystoupila v Čechách, ještě jako The Grandmothers, a v roce 2011 znovu vystoupila v Praze již pod názvem The Grande Mothers Re:Invented.